# Márpodi erődtemplom
A márpodi erődtemplom műemlékké nyilvánított épület Romániában, Szeben megyében. A romániai műemlékek jegyzékében az SB-II-a-B-12414 sorszámon szerepel.